# 天主教多里教區
天主教多里教區（拉丁語：Dioecesis Doriensis）是布基納法索一個羅馬天主教教區，屬庫佩拉總教區。
教區成立於2004年11月20日，位於薩赫勒大區。2006年有教友2,790人（佔轄區總人口0.4%）、五個堂區、十二名司鐸。現任教區主教為洛朗·比爾菲奧雷·達比雷。